# Четвърти артилерийски полк
 Тази статия е за четвърти артилерийски полк, създаден през 1886.  За четвърти артилерийски полк, създаден през 2008 вижте четвърти артилерийски полк (2008).  
Четвърти артилерийски полк е български артилерийски полк, формиран през 1886 година, взел участие в Балканската (1912 – 1913), Междусъюзническата (1913), Първата (1915 – 1918) и Втората световна война (1941 – 1945).

## Формиране
Историята на полка започва през 1886 година, когато когато съгласно указ №186 в София на базата на разформирания 1-ви артилерийски полк се формира Четвърти артилерийски полк.
На 1 януари 1888 година шефството на полка поема княз Фердинанд, като от тази дата полкът се именува на Негово Височество, а след обявяване на независимостта на България през 1908 година – на Негово Величество полк. Офицерите и войниците от полка носят на пагоните си вензела „Ф“.

## Балкански войни (1912 – 1913)
През Балканската война (1912 – 1913) полкът се развръща в 4-ти артилерийски скорострелен полк, формира 4-ти нескорострелен артилерийски полк, влиза в състава на 1-ва пехотна софийска дивизия (1-ва армия) и е под командването на полковник Владимир Вазов.

### Четвърти нескорострелен артилерийски полк
Четвърти нескорострелен артилерийски полк е формиран в София на 17 септември 1912 година съгласно телеграма №1791 в състав от щаб, нестроеви взвод, две артилерийски отделения с по три батареи. Влиза в състава на 1-ва пехотна софийска дивизия и се командва от подполковник Стоян Пушкаров. Демобилизиран и разформиран е след края на Междусъюзничекста война (1913) на 10 август 1913 година.

## Първа световна война (1915 – 1918)
По време на Първата световна война (1915 – 1918) 4-ти артилерийски полк е част от 1-ва артилерийска бригада на 1-ва пехотна софийска дивизия (1-ва армия) и е под командването на подполковник Първан Първанов.
При намесата на България във войната полкът разполага със следния числен състав, добитък, обоз и въоръжение:
| Числен състав                                       | Добитък              | Обоз                                                    | Въоръжение                      |
| --------------------------------------------------- | -------------------- | ------------------------------------------------------- | ------------------------------- |
| Офицери: 32 Чиновници: 2 Подофицери и войници: 1746 | Коне: 1317 Волове: 8 | Обикновени коли: 90 Товарни коли: 219 Специални коли: 4 | Пушки и карабини: 60 Оръдия: 32 |

## Между двете световни войни
През 1920 година съгласно заповед №92 и в изпълнение на клаузите на Ньойския мирен договор полкът е реорганизиран в 4-то артилерийско отделение с три батареи. През февруари 1928 година отново се развръща в полк, като 4-ти артилерийски полк, но носи явното название отделение до 1938 година. През 1939 е преименуван на Четвърти дивизионен артилерийски полк.

## Втора световна война (1941 – 1945)
По време на Втора световна война (1941 – 1945) през 1941 и 1944 година полкът е на Прикриващия фронт и е разположен в района на с. Търговище, Староселец и Любимец, а след 9 септември 1944 година влиза в състава на 1-ва пехотна софийска дивизия и взема участие в първата фаза на заключителния етап на войната под командването на подполковник Александър Димитров.
На 12 октомври 1944 година заема позиции в района на Стамболската махала и поддържа пехотата при атаката на Дубочица и Стражин. Съдейства на обкръжения 1-ви пехотен софийски полк при Страцин, както и на парашутната дружина, които пробиват отбраната на Чевличката махала. По-късно при форсирането на река Пчиня подкрепя атаката при Никуляне, като последната бойна позиция на полка е край Горно Койнаре. След освобождаването на Куманово (11 ноември 1944) две батареи от полка са придадени на Гвардейския конен дивизион, който преследва германските войски към Скопие и Кочани. През тази фаза полкът дава 13 убити.
За времето в което полкът отсъства в мирновременния си гарнизон, на негово място се формира допълваща батарея.
С указ № 6 от 5 март 1946 г. издаден на базата на доклад на Министъра на войната № 32 от 18 февруари 1946 г. е одобрена промяната на наименованието на полка от 4-ти дивизионен артилерийски на Н.Ц.В. Цар Фердинанд I полк на 4-ти дивизионен артилерийски полк.

## Наименования
През годините полкът носи различни имена според претърпените реорганизации:
- Четвърти артилерийски полк (1886 – 1 януари 1888)
- Четвърти артилерийски на Н.В. Княз Фердинанд I (1 януари 1888 – 22 септември 1908)
- Четвърти артилерийски на Н.В. Цар Фердинанд I (22 септември 1908 – 1912)
- Четвърти скорострелен на Н.В. Цар Фердинанд I артилерийски полк (1912 – 1913)
- Четвърти артилерийски на Н.В. Цар Фердинанд I полк (1913 – 1920)
- Четвърто артилерийско отделение (1920 – 1928)
- Четвърти артилерийски полк (1928 – 19 ноември 1932)
- Четвърти артилерийски на Н.В. Цар Фердинанд I полк (19 ноември 1932 – 1939)
- Четвърти дивизионен артилерийски полк (от 1939)
- Четвърти дивизионен артилерийски на Н.В. Цар Фердинанд I полк (до 5 март 1946)
- Четвърти дивизионен артилерийски полк (5 март 1946 – 1950)
- Четиринадесети гвардейски дивизионен оръдеен полк (1950 – 1954)
- Четиринадесети оръдеен артилерийски полк (1954 – 1956)
- Четиринадесети артилерийски полк (1956 – 1960)

## Командири
Званията са към датата на заемане на длъжността.
| № | звание       | име                  | дати                                |
| - | ------------ | -------------------- | ----------------------------------- |
|   | Капитан      | Петър Тантилов       | от ноември 1886                     |
|   | Майор        | Никола Рясков        | август 1887 – 1893                  |
|   | Подполковник | Илия Козарев         | от 1890 (временен)                  |
|   | Подполковник | Пантелей Ценов       | 1 януари 1894 – 1904                |
|   | Полковник    | Ангел Карахордиев    | към 1904                            |
|   | Подполковник | Стефан Богданов      | от 1907                             |
|   | Подполковник | Димитър Перниклийски | от 1909                             |
|   | Полковник    | Стоян Загорски       | от 1911                             |
|   | Полковник    | Владимир Вазов       | от септември 1912 – 1 декември 1914 |
|   | Подполковник | Димитър Кацаров      | 1 декември 1914 – 1915              |
|   | Подполковник | Първан Първанов      | от септември 1915                   |
|   | Полковник    | Ангел Ангелов        |                                     |
|   | Полковник    | Никола Каблешков     | 18 януари 1919 – 20 декември 1919   |
|   | Полковник    | Христо Луков         | 1919 – 1923                         |
|   | Подполковник | Владимир Заимов      | от 1923                             |
|   | Майор        | Константин Стоянов   | до 1930                             |
|   | Полковник    | Владимир Заимов      | декември 1929 – май 1932            |
|   | Полковник    | Никола Боев          | 1935 – 1936                         |
|   | Полковник    | Никола Боев          | 1939 – 1941                         |
|   | Полковник    | Иван Калайджиев      | 1941 – 1943?                        |
|   | Подполковник | Александър Димитров  | от 14 септември 1944                |
|   | Подполковник | Иван Цонев           | 1945 – 1945                         |
|   | Подполковник | Иван Цонев           | 1946 – 1947                         |

Други командири: полк. Ангел Александров